# にじいろ☆プリズムガール
『にじいろ☆プリズムガール』は、中原杏による漫画作品。日本の『ちゃお』にて、2010年10月号から2014年1月号まで連載された。単行本はちゃおコミックスから全7巻が刊行されている。版元はいずれも小学館。

## あらすじ
芸能事務所の一人娘・小日向虹架（こひなた にじか）。しかし、訳あって芸能界からは背を向けて生活していた。そんなある日、ひょんなことからエキストラの代役をするハメになってしまったが、それがもとで虹架は芸能界に足を踏み入れる事になるのだった。

## 登場人物

### 小日向家
現在は虹架と父・樹、居候の透也、カピたまの3人＋1匹暮らし。母・沙織は既に他界している。
小日向虹架（こひなた にじか）
声 - 西口杏里沙
小日向芸能事務所の一人娘。小学6年生（区立第一茜小学校6年2組在籍）だが、約165cmと長身で顔立ちも大人びているため、他人からは16歳ぐらいに見られることが多い。スタイルがよく、超美少女。明るく元気で友達思いな性格。
スポーツは何でも得意だが、勉強とピーマンは大の苦手で、普段の言動レベルは小学生そのもの。しかし、舞台では考えるよりも先に体が動き、一瞬で色々なタイプの人物になり切ることのできる天性の演技の才能を持っている。
女優修行のため幼少時にはヴァイオリンなど色々な芸事を習っていたらしい。
幼少時には母（後述）との共演を夢見ていて、芸能界入りを目指していたが、母の死で挫折、芸能界から背を向けて生きていた。しかし、その後、ドラマで演技をする機会を与えられたことによって、再び演技の楽しさに目覚め、女優になる事を再度決意した。
亡くなった母の代わりにダイヤモンド・プリズム賞を取るため、16歳と偽って日本一の女優を目指している。
誕生日は4月2日。血液型はO型。
カピたま
声 - 高田千裕
虹架の弟分と言えるペット。身長は15cm。カピバラの赤ちゃんとされているが、突然変異で外見はネコに似ている。
普段は「カピ」と鳴くが、知能が高く、人間の言葉を理解している模様。
特技は大食いで、好きな食べ物はおにぎり（おにぎりは具無し派だが、うめぼし入りは可）。カピバラは本来は草食動物だが、彼は突然変異なので肉も食べる。
末吉（後述）とも仲が良い。
一ノ瀬透也（いちのせ とうや）
声 - 逢坂良太
小日向芸能事務所に所属するイケメン大人気少年俳優。年齢は14歳、身長は172cm。
北海道から上京しているが、まだ中学生で一人暮らしはできないので小日向家に下宿している。
料理が得意。藤宮沙織（後述）を尊敬している。
虹架に対しては憎まれ口をたたきながらも、本当は兄のように彼女を温かく見守っている。
ちなみに、虹架の学校の友人たちも彼の大ファンである。
小日向樹（こひなた いつき）
声 - 川島得愛
虹架の父。小日向芸能事務所の社長。親バカでおっちょこちょい。
亡くなった妻の忘れ形見である娘の虹架を、何とかして一人前の女優に育てようと苦心している。虹架のためにドラマの出演やCMのオーディションなど仕事の世話をするのは、基本的に彼の役目である。
藤宮沙織（ふじみや さおり）
声 - 藤村歩
今は亡き虹架の母。5歳で子役デビューし、16歳で虹架を産むために引退したという伝説の女優。娘の虹架が自分と共演することを夢見ていると知り、彼女自身もそれを望んで芸能界復帰を考えていたが、体が弱く、22歳の若さで病死してしまったため、二人の夢が叶うことはなかった。
かつては最も優れた女優に与えられるというダイヤモンド・プリズム賞の有力候補とされ、彼女自身もこの賞を目指していたが、16歳で虹架を産むために芸能界を引退してしまったので、それも叶わぬ夢となった。
料理は苦手。

### RIAとその家族
現在はRIA等6人姉弟と両親の8人暮らし。小日向家の隣の町内にあるマンションの706号室に住んでいて、虹架もそこへ遊びに行ったことがある。名字は7巻で舞川と判明した。
RIA（リア）
声 - 瀬戸麻沙美
本名は莉亜（りあ）。16歳の人気女優で、その実力は同年代の女優の中でも突出している。虹架の憧れであり最大の目標であり最大のライバルでもある。
藤宮沙織を尊敬していて、5歳の時に藤宮主演のドラマ「ヤンキー刑事伊集院アヤ」に憧れ、女優になったという。
プライドが高く、態度や物言いはきついが、実はかなりのツンデレ。
自分と対等に演技のできるライバルを探し求めていて、虹架の並外れた才能に注目している。
虹架が藤宮沙織の娘であることと虹架がまだ小学6年生であることは長い間知らなかったが、ふとした偶然で虹架の秘密を知ってしまった。しかし、彼女はそのことを口には出さず、表向きは今でも虹架を16歳として扱っている。
6人姉弟の長女で、弟妹思いではあるが、プレゼント選びのセンスが悪いという弱点がある。
また、料理も見た目は非常に悪いが、なぜか味はいいらしい。
甘い物が非常に好きで、お菓子を食べる量がものすごい。
莉久（りく）
中学2年生の長男。
常に敬語調で話し、礼儀正しい。
海莉（かいり）
小学6年生の次男。
性格は強気で、子供扱いされる事を嫌う。ゲーム好き。
虹架に気があるようだが素直になれず、虹架を「背デカ女」呼ばわりした。RIAによく怒られている。
莉夢（りむ）
5歳の次女。
RIAの弟妹の中でも特に虹架やカピたまを慕っている。
無邪気な性格で、RIAの作る料理も気に入っている。
RIAの弟妹はさらにその下に双子の赤ちゃんがいるらしいが、作中では未登場。また、両親も作中では未登場である。

### 女優・俳優
小早川美麗（こばやかわ みれい）
15歳のアイドル。世界的な企業と言われる小早川グループ社長の娘で、人気はあるが我侭で高慢な性格。
透也の熱烈なファンであるが、透也自身はそれを快く思っていないようである。
父親がスポンサーを務めるドラマ『命の輝き』で主役をしているが、主役の自分よりも脇役の虹架が注目されるのが気に入らず、また虹架が透也と仲がいいのを妬み、小早川グループの権力に物を言わせて、虹架の女優人生をつぶそうと企んでいた。しかし、虹架の女優人生にかける気迫と愛情の強さに圧倒され、自分でも訳の分からないうちに強引に「虹架の友達」にされてしまった。
彼女の世話係である末吉によると、彼女はわがままに育ったせいで友達がなく、虹架は彼女の「人生15年目にして初めての友達」らしい。
有栖川侑（ありすがわ ゆう）
声 - 阿部敦
14歳の人気少年俳優。3歳から子役デビューし俳優になった。
人気学園ドラマ『魁!!ヤンキー学園』で虹架と共演した。虹架も知っている有名俳優・有栖川宗（ありすがわ そう）の息子らしいが、本人はあくまでも自分の実力で認められることを望んでおり、父親の名前を出されることを嫌っている。
人を見下す傾向があり、同年齢の透也を「自分からしたらまだまだ素人レベル」と馬鹿にした上、虹架と初めて対面した時には虹架への対抗心をむき出しにしていたが、実際の撮影を通して虹架との共演を重ねていくうちに彼女の才能と実力を素直に認め、虹架に恋心を抱くようになった。撮影の現場で虹架にストレートな愛の告白をして断られてしまったが、虹架のことはあきらめていないと言っている。
千石ちずる（せんごく ちずる）
芸能界でも稀に見る個性派で人気上昇中の少女タレント。
かつてはRIAと並ぶほどの人気子役だったと言われているが、今は金髪のヤンキーになっている。ヤンキーのため言葉遣いは乱暴だが、一方ではなぜか礼儀にうるさく、RIAに勝るとも劣らないツンデレ。虹架との出逢いを通して芸能界に復帰し、RIAと並ぶ虹架の友人兼ライバルになっている。
虹架・RIAと共にダイヤモンド・プリズム賞の候補に選ばれ、第二次選考を通過している。ちなみに『ちゃお』2013年3月号では、彼女と虹架とRIAの3人はみんな同じくらいの身長と説明されている。
高城瞳（たかしろ ひとみ）
ダイヤモンド・プリズム賞の候補に選ばれた若手女優の1人。
虹架・RIA・ちずるの3人と共に第一次選考を通過。虹架たち3人と交流を結び、彼女たちと共に第二次選考を通過した。
桜田舞子（さくらだ まいこ）
ダイヤモンド・プリズム賞の候補に選ばれた若手女優の1人。
同じく第一次選考を通過したが、瞳と違って虹架たちと交流を持つことはなく、第二次選考にも落選し、特に目立った出番のないまま作中から姿を消した。
姫園りりあ（ひめぞの りりあ）
第1話で登場したアイドル。
スペシャルドラマ『茜空の恋』の主役で、友人役の女子高生の代役となった虹架と共演した。
一人称を「りりあ」と名前で呼ぶ。
桃川くるみ（ももかわ くるみ）
『ちゃおデラックス2011年春の超大増刊号』掲載の番外編で登場。
子供っぽく我侭な性格で朝が苦手。
『東京カウボーイ&カウガール』のカウガール役であるが、収録に遅刻したためリハーサルの代役に虹架が起用された事に嫌気が差しやる気を無くしてしまう。しかし泥棒に盗まれた自身のバッグを虹架が取り返したのがきっかけで、虹架の大ファンになった。
山田ティアラ（やまだ てぃあら）
RIAのファン歴10年のアイドル。
映画『ふたつの運命』の撮影の際、虹架とRIAが演じる主役の同級生役となった（本人はRIAとW主演したかったのだが、おたふく風邪の為オーディションに参加できなかったらしい）。RIAと仲良く接する虹架を妬み、虹架に危害を加えようとしたが、虹架をライバルで親友とも思っているRIAに阻止された。

### その他
九条匡史（くじょう まさし）
テレビ西京のプロデューサー。虹架の父とは親しい間柄で、虹架の抜き出た演技の才能と魅力あふれる素質にほれ込んでいる。
虹架が女優としてデビューする直接のきっかけを与えた人物。
現在、芸能関係者の中で、虹架の本当の年齢を知っている数少ない人物の1人でもある。
夏希（なつき）
声 - 小平有希
虹架の小学校の友人。
虹架とは何でも話せる親友のはずだったが、虹架の家の事情については何も知らされていなかった（芸能事務所のことをクラスメイト達に知られると騒ぎになるため）。
虹架が女優になる事を決意し、それまで隠していた家の事情をクラスメイト全員に告白した時にはショックを受けたものの、虹架が16歳として女優を目指す事を温かく受け入れ、他のクラスメイト達と共に虹架の夢を応援すると宣言している。
末吉（すえきち）
小早川家の使用人で、美麗のマネージャー兼SP（実質的には世話係）を担当している。
本人いわく、かつてホワイトハウスで大統領のSPを担当していた経歴があり、20カ国語ほどの言語も話せるらしい。
身分的には美麗に絶対服従のはずだが、本人は美麗が嫌っている虹架のファンになり、虹架のペットのカピたまとも仲良くなるなど、かなり好き勝手に行動している。
いつもスーツ姿で黒メガネをかけており、その素顔はよく分からない。
ミハエル黒田（くろだ）
虹架が初めてCMオーディションを受けた『KURODA製菓』の社長。フランス人と日本人のハーフ。やり手で有名らしい。兄弟がたくさんいて、その全員が社長とのこと。
ちなみに、中原の代表作「きらりん☆レボリューション」には、彼の兄弟らしき人物が登場している（『ちゃお』2011年9月号より）。
鎌田好男（かまた よしお）
人気学園ドラマ『魁!!ヤンキー学園』の監督。
やや同性愛の趣味が見られる変わり者で、男性なのにまるで女性のような言葉で話をする。
ちなみに、彼とミハエル黒田は共に成人男性でありながら、どちらも二頭身の体型で幼児のように背が低い。
ロイヤル夫人（ろいやるふじん）
ダイヤモンド・プリズム賞の選考の司会進行を務める老女。
ダイヤモンド・プリズム賞の第1回受賞者で、若い頃は美人だったらしいが、現在は上記の2人と同じく二頭身の幼児体型になっている。しかし、本人はとてもプライドが高く、自分は今も美しいと言い張っている。
山岸（やまぎし）
『週刊芸能』の記者。
ネットの掲示板に書かれていた噂話をきっかけに、虹架が本当は12歳であることを知り、スキャンダル記事に仕立てようと画策している。

## 用語
ダイヤモンド・プリズム賞
1年に1度、16歳以上の最も優れた女優に与えられるという賞。虹架の母・藤宮沙織もこの賞の有力候補とされていたが、彼女は16歳で虹架を産むために芸能界を引退したため、受賞はかなわなかった。虹架は母の代わりにこの賞を取ろうと決意しているが、この賞は今度で最後になってしまうため、虹架は年齢を16歳と偽って挑戦することを決めた。なお、この賞が廃止される理由については、作中では何も説明されていない。また、賞の対象となる年齢の上限は設定されていないにも関わらず、実際に候補者とされているのは16歳のRIAを筆頭に全員がほぼ同年代と見られる若手の女優ばかりである。
テレビ西京
作中でよく登場するテレビ局。プロデューサーの九条匡史はここの所属。ちなみに、本作ではこの他に「テレビ夕日」というテレビ局も登場する。

## 書誌情報
- 中原杏 『にじいろ☆プリズムガール』 小学館〈ちゃおコミックス〉、全7巻

| 巻数 | 発売日         | 掲載作品                                                                 | 同時収録                 | ISBN                   |
| ---- | -------------- | ------------------------------------------------------------------------ | ------------------------ | ---------------------- |
| 1    | 2011年3月1日   | 『ちゃお』2010年10月号 - 2011年1月号                                     | 夏ラブ・小悪魔ミッション | ISBN 978-4-09-133644-6 |
| 2    | 2011年7月29日  | 『ちゃお』2011年2月号 - 6月号、 『ちゃおデラックス』2011年春の超大増刊号 | -                        | ISBN 978-4-09-133884-6 |
| 3    | 2012年2月1日   | 『ちゃお』2011年7月号 - 12月号                                           | -                        | ISBN 978-4-09-134237-9 |
| 4    | 2012年8月1日   | 『ちゃお』2012年1月号 - 6月号                                            | -                        | ISBN 978-4-09-134570-7 |
| 5    | 2012年12月26日 | 『ちゃお』2012年7月号 - 2012年11月号                                     | 桃色少年♡Kiss            | ISBN 978-4-09-135120-3 |
| 6    | 2013年7月1日   | 『ちゃお』2012年12月号 - 2013年6月号                                     | -                        | ISBN 978-4-09-135530-0 |
| 7    | 2014年1月31日  | 『ちゃお』2013年7月号 - 2014年1月号                                      | -                        | ISBN 978-4-09-135719-9 |

## ノベライズ
にじいろ☆プリズムガール~恋のシークレットトライアングル~
村上アンズ著、小学館ジュニア文庫、2013年5月22日発売、ISBN 978-4-09-230739-1

## OVA
ちゃお付録DVD『ちゃおちゃおTV!』2013年9月号より2014年1月号までアニメが掲載。ラストは原作とは異なった展開になっている。

### スタッフ
- 原作 - 中原杏
- 企画 - ちゃお編集部
- 音響監督 - 藤田亜紀子
- 音響効果 - 野崎博樹（ちゅらサウンド）
- 音響製作 - HALF H・P STUDIO
- キャラクターデザイン - 萩原しょう子
- 美術監督 - 三宅昌和
- 色彩設計 - 長谷川一美
- 撮影監督 - 競昌則（AMGA）
- 編集 - 小峰博美
- 音楽 - 工藤ともり
- アニメーション制作 - SynergySP
- アニメーション制作協力 - A.P.P.P.
- 監督 - ふじもとよしたか
- 制作 - 小学館集英社プロダクション
- 製作著作 - 小学館

### 主題歌
- テーマソング「ドリーム」

作詞・作曲 - Daichi Hasegawa / 歌 - 2&

### 各話リスト
| 話数  | サブタイトル              | 脚本     | 絵コンテ・演出 | 作画監督                     | 収録号       |
| ----- | ------------------------- | -------- | -------------- | ---------------------------- | ------------ |
| 第1話 | ステップ トゥ ドリーム!!  | 吉田玲子 | 藤本義孝       | 相澤秀亮                     | 2013年9月号  |
| 第2話 | ふたりの天才              | 吉田玲子 | 藤本義孝       | 相澤秀亮 松下純子 木下由美子 | 2013年11月号 |
| 第3話 | はじめての告白!?          | 吉田玲子 | 藤本義孝       | 相澤秀亮 松下純子 木下由美子 | 2013年12月号 |
| 第4話 | にじいろ☆プリズムガール!! | 吉田玲子 | 藤本義孝       | 相澤秀亮 松下純子 木下由美子 | 2014年1月号  |